# Andrea Botturi

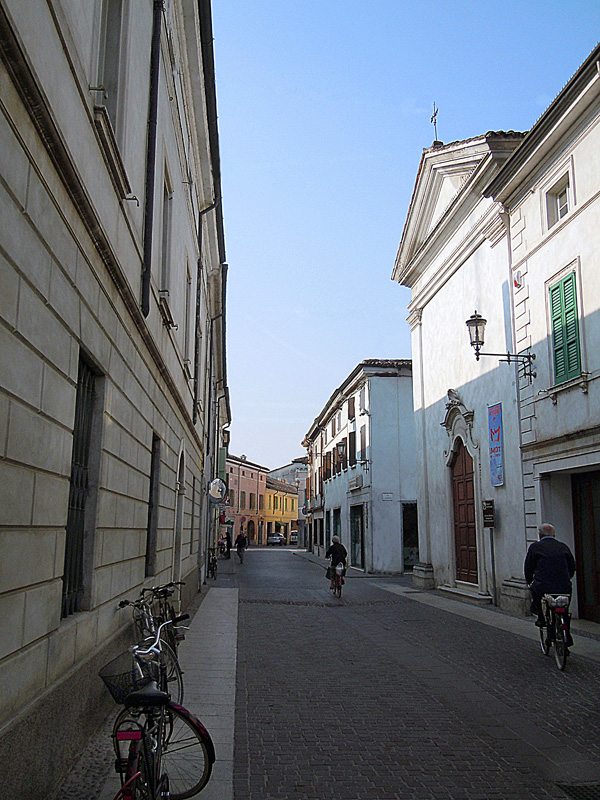
Castel Goffredo, Via Andrea Botturi.

Andrea Botturi (Castel Goffredo, 1º giugno 1823 – Mantova, 3 novembre 1902) è stato un avvocato italiano, deputato al Parlamento italiano.

## Biografia
Nato a Castel Goffredo dal padre calzolaio che ne assecondò la passione per gli studi, fu inizialmente iscritto al ginnasio di Asola e quindi al liceo di Mantova.
Intraprese i corsi legali a Padova e, laureatosi in Giurisprudenza, iniziò il praticantato presso un avvocato di Milano e quindi fu avvocato a Mantova. Dopo alcuni anni si trasferì a Castiglione delle Stiviere dove godette di molta stima, sino ad essere eletto deputato al Parlamento nel collegio di Lonato.
Nel 1870 una grave malattia lo costrinse ad abbandonare la professione, ritirandosi a Castel Goffredo. Dopo la guarigione ritornò a Mantova dove occupò cariche prestigiose, prima come presidente del Consiglio Ospedaliero, quindi come Sindaco della città dal 1895 al 1899 ed infine come presidente dell'Ospizio Marino. Nel suo testamento dispose di un legato le cui rendite fossero devolute ai giovani studenti di Castel Goffredo che seguivano i corsi universitari. Negli ultimi anni di vita si occupò ad opere di carità.
Morì a Mantova e la tumulazione avvenne a Castel Goffredo, dove il comune intitolò a suo nome una via.